# Raimondo Inconis

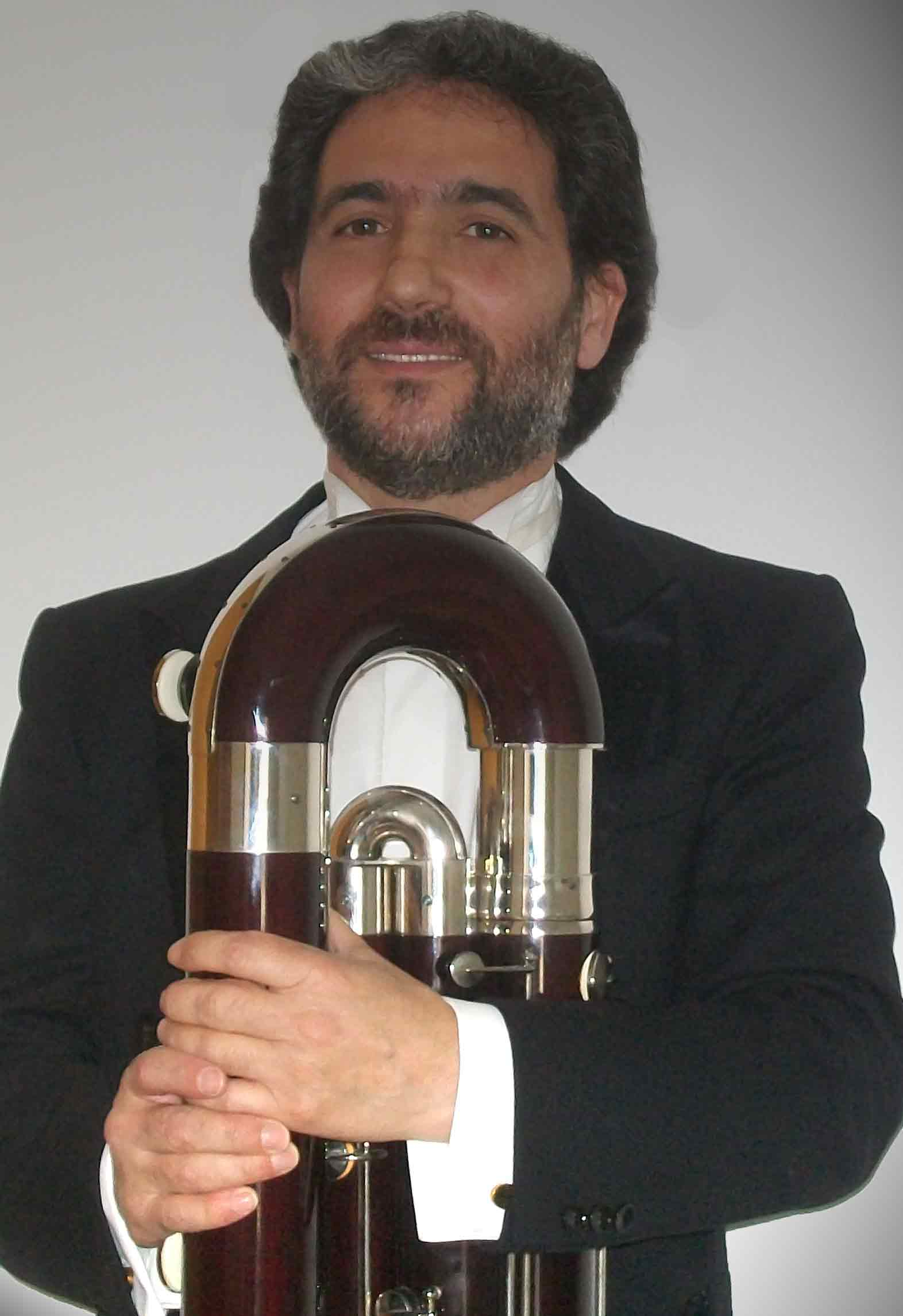
Profesor Raimondo Inconis.

Raimondo Inconis (San Gavino Monreale, provincia de Cerdeña del Sur, Italia, 27 de marzo de 1959), ha iniciado el estudio de la música a la edad de seis años.

## Historia
Su recorrido escolar lo ha visto ocupado en las mejores Universidades de música en Italia, Bélgica, Francia, Canadá, Austria y Alemania.
De joven ha tocado con las formaciones orquestales más importantes de Europa en Francia, Alemania, Austria, Bélgica y Suiza.
Raimondo Inconis, es considerado uno de los máximos exponentes de la escuela controfagottistica italiana y está entre los máximos didácticos contemporáneos.
Estimado y apreciado como incansable y escrupuloso investigador de fuentes biográficos e historiadoras del contrafagot, ha trabajado en el 1994 para la editorial Ricordi de Milán en la realización del libro: "Il Contrafagotto, Storia e Tecnica" ER 3008 / ISMN 979-0-041-83008-7. El Método INCONIS se utiliza en todos los Conservatorios y Universidades del mundo y se considera una guía autorizada para los fundamentos técnico-expresivo del contrafagot.

## Discografía
Fonit Cetra, Masters, Pentagramma S.r.l.